# الیوت کولا
الیوت کولا پژوهشگر آمریکایی مطالعات خاورمیانه و متخصص ادبیات و فرهنگ عرب است. او دانشیار گروه عربی و مطالعات اسلامی در دانشگاه جورج تاون است.

## شغلی
کولا در سال ۱۹۸۹ مدرک لیسانس خود را از دانشگاه کالیفرنیا، برکلی و دکترای خود در ادبیات تطبیقی را از برکلی در سال ۲۰۰۰ دریافت کرد. ترجمه او از کتاب غبار طلا، اثر ابراهیم الکونی در سال ۲۰۰۹ نایب قهرمان جایزه بانیپال شد او یکی از سردبیران مجله الکترونیکی جدلیه است. او علاوه بر ترجمه و نگارش آثار آکادمیک، رمان قلب بغداد (۲۰۱۴) را منتشر کرده است که از آن یک سریال تلویزیونی با همین نام اقتباس شد که در سال ۲۰۲۰ منتشر شد.

### کتاب‌ها
- آثار باستانی متضاد: مصرشناسی، مصر، مدرنیته مصری. دورهام: انتشارات دانشگاه دوک، ۲۰۰۷.
- بغداد مرکزی لندن: چاپ لیمو تلخ، ۲۰۱۴.

## برای مطالعهٔ بیشتر
- به دنبال سه الماس بایگانی‌شده  در ۲۰۱۴-۰۷-۱۴ توسط Wayback Machine مریپ.
- "شعر طغیان"، مجله الکترونیکی جدلیه.
- خواسته مردم بایگانی‌شده  در ۲۰۱۴-۰۷-۱۴ توسط Wayback Machine مریپ.
- مجله الکترونیکی جدلیه تداوم جوک‌ها.
- دیوارها جدلیه.
- " شعر شورش" در رادیو مصر جدید منبع باز.